# Краснопёрая гаррупа
Краснопёрая гаррупа (лат. Cephalopholis miniata) — вид лучепёрых рыб из семейства каменных окуней (Serranidae). Морские бентопелагические рыбы. Распространены в Индо-Тихоокеанской области. Максимальная длина тела 50 см.

## Описание
Тело удлинённое, массивное, несколько сжато с боков; по бокам покрыто ктеноидной чешуёй. Высота тела меньше длины головы, укладывается 2,6—3,0 раза в стандартную длину тела (у особей длиной от 10 до 30 см). Длина головы укладывается 2,4—2,6 раза в стандартную длину тела. Межглазничное расстояние плоское или немного выпуклое. Предкрышка закруглённая, с зазубренными краями, нижний край мясистый. Верхний край жаберной крышки сильно выпуклый. Верхняя челюсть покрыта чешуёй, её окончание доходит до или заходит немного за вертикаль, проходящую через задний край глаза. На верхней части первой жаберной дуге 7—9, а на нижней — 14—16 жаберных тычинок. В спинном плавнике 9 жёстких и 14—16 мягких лучей; мембраны между жёсткими лучами усечены. В анальном плавнике 3 жёстких и 9 (редко 8) мягких лучей. Край плавника закруглённый. В грудных плавниках 17—18 мягких лучей. Брюшные плавники короче грудных, их окончания не доходят до анального отверстия. Хвостовой плавник закруглённый. В боковой линии 47—56 чешуй. Вдоль боковой линии 94—114 рядов чешуи, чешуи по бокам тела без дополнительных чешуек.
Тело и голова от оранжево-красного до красновато-коричневого цвета, покрыты небольшими (обычно с тёмными краями) бледно-сине-серыми или ярко-голубыми пятнами, размер которых меньше диаметра глаза. Иногда по бокам тела проходят неправильные косые бледные полосы. Грудные плавники оранжево-желтые дистально. Мягкая часть спинного, хвостовой и анальный плавники часто с узким синим краем и черноватой линией перед ним. Брюшные плавники оранжево-красные, дистальный край тёмно-голубовато-серый. Молодь оранжевого или жёлтого цвета, с бледно-голубыми пятнами, меньшего размера, чем у взрослых особей.
Максимальная длина тела 50 см.

## Биология
Морские бентопелагические рыбы. Обитают в чистых водах коралловых рифов на глубине от одного до 120 м, чаще встречаются в открытых водах, а не в защищенных заливах и лагунах. Питаются главным образом ранним утром и в полуденные часы. В состав рациона входят мелкие рыбы (преимущественно рода Pseudanthias) и ракообразные. Добычу атакуют из засады. Образуют небольшие группы, состоящие из доминантного самца и гарема из 2—12 самок. Группа занимает территорию до 475 м². Протогинические гермафродиты.

## Ареал
Широко распространены в Индо-Тихоокеанской области от Южной Африки до Красного моря и на восток до островов Лайн; на север до Японии и на юг — до Австралии. Встречаются у большинства островов в Индийском океане и западной части Тихого океана. Отсутствуют в Оманском и Персидском заливах.

## Изображения
|  |